# Huachalalume
Huachalalume es un poblado ubicado en el límite comunal entre La Serena y Coquimbo, Región de Coquimbo.
El poblado cuenta con un centro de reclusión penitenciaria construido el año 2006, y el Autódromo Juvenal Jeraldo.
Huachalalume, que tiene unos 600 habitantes, se encuentra dividido geográficamente por el "portezuelo de Huachalalume", accidente que ha separado las ciudades de La Serena y Coquimbo desde la creación del departamento del puerto de Coquimbo en 1864. Por este hecho tanto la plaza, cárcel y gran parte del pueblo quedan en los límites comunales de La Serena y el autódromo se comparta con la comuna de Coquimbo. De paso la localidad ha sufrido el abandono de parte de ambas municipalidades, al no contar siquiera con servicios básicos, manifestándose la población en varias protestas y peticiones.